# Miramax Films
Miramax Films, američka filmska kompanija specijalizirana za distribuciju nezavisnih i stranih filmova. Kompaniju su osnovali braća Bob i Harvey Weinstein 1979. godine. Danas je jedan od vodećih svjetskih filmskih i televizijskih studija s filmotekom od preko 700 filmova, među kojima su i znameniti nezavisni filmovi poput Paklenog šunda, Zaljubljenog Shakespearea, Chicaga, Dobrog Willa Huntinga, Engleskog pacijenta, Reservoir Dogsa, Seks, laži i videovrpce i mnogih drugih.
Godine 1993. tvrtku je kupila The Walt Disney Company, no zadržala je znatan nivo neovisnosti pod upravom braće Weinstein. Godine 2010. Disney je prodao Miramax Filmyard Holdingsu.